# 638 metodi per uccidere Castro
638 metodi per uccidere Castro è un film documentario prodotto da Channel 4 andato in onda il 28 novembre 2006. Il documentario narra su come la CIA abbia ipotizzato tanti metodi per uccidere il presidente cubano Fidel Castro.

## Trama
Il documentario rivela come l'agenzia d'intelligence americana abbia sviluppato piani per ucciderlo, ovvero dardi avvelenati, donne adescate per farlo innamorare di loro per poi ucciderlo e sigarette che, alla loro accensione, esplodevano. Tutti questi metodi vennero stilati da Fabian Escalante, l'uomo che scortò Castro, e contandoli, ne erano stati ipotizzati più di 600. Uno di questi piani doveva essere attuato da esuli cubani, tra cui Antonio Veciana, che ha tentato di uccidere Castro per 3 volte e che ha dato anche dei contenuti per la realizzazione del film-documentario. Altri esuli che hanno contribuito alla realizzazione del documentario sono Félix Rodríguez, Robert Maheu e "Johnny" Roselli.